# De Moost
De Moost (niet te verwarren met Groote Moost) is een natuurgebied ten westen van Kelpen-Oler, gelegen nabij het Kanaal Wessem-Nederweert aan de Eyckheuvels.
Het is een bosgebied dat eigendom is van de particulier Sjra Wijen die er een spreukenbos van heeft gemaakt. Het bos is vrij toegankelijk en de bedoeling is dat iedereen een steen neerlegt die eventueel voorzien wordt van naam en een spreuk of gedachte. In het midden van het gebied ligt een poel die weer een natuurlijke begroeiing heeft verkregen, er is een vlindertuin en er zijn allerlei leuke en merkwaardige objecten.